# 정준일
정준일(1983년 8월 16일 ~ )은 대한민국의 가수이다. 2004년 "유재하 음악 경연 대회"에 참가해 '내게'라는 곡으로 은상을 수상하면서 음악 활동을 시작했다.

## 수상 내역
- 2004년 제16회 유재하 음악경연대회 - 은상 수상

## 음반

### 메이트
| 년도 | 앨범                 | 앨범 형식     | 가수명 |
| ---- | -------------------- | ------------- | ------ |
| 2009 | 《Be Mate》          | 1집 정규 앨범 | 메이트 |
| 2010 | 《With Mate》        | EP            | 메이트 |
| 2011 | 《Transform》        | 싱글 앨범     | 메이트 |
| 2014 | 《BABY》             | 싱글 앨범     | 메이트 |
| 2014 | 《END OF THE WORLD》 | EP            | 메이트 |

메이트 참여 앨범
| 년도 | 수록곡                  | 수록 앨범                  | 가수명         |
| ---- | ----------------------- | -------------------------- | -------------- |
| 2010 | 〈빛〉                  | 《명탐정 코난 8기 주제곡》 | 메이트         |
| 2011 | 〈달콤한 휴식〉         | 《결혼식 후에》OST         | 정준일, 임헌일 |
| 2011 | 〈늦은 아침〉, 〈Play〉 | 《Play》OST                | 메이트         |

### 솔로

#### 정규 앨범
| 년도 | 앨범           |
| ---- | -------------- |
| 2011 | Lo9ve3r4s      |
| 2014 | 보고싶었어요   |
| 2017 | 더 아름다운 것 |
| 2019 | LOVE YOU I DO  |

#### 싱글 앨범
| 년도 | 앨범                       | 가수명 |
| ---- | -------------------------- | ------ |
| 2013 | 《새겨울》                 | 정준일 |
| 2016 | 《Beauty》                 | 정준일 |
| 2016 | 《Happy Birthday to》      | 정준일 |
| 2016 | 《기억해줘요 (With 지운)》 | 정준일 |
| 2016 | 《있잖아 널 사랑해》       | 정준일 |
| 2020 | 《다만 내가 잊지 않으면》  | 정준일 |
| 2020 | 《Summer Inn.》            | 정준일 |
| 2021 | 《첫사랑 (Feat. SOLE(쏠)》 | 정준일 |

#### 미니 앨범
| 년도 | 앨범           | 가수명 |
| ---- | -------------- | ------ |
| 2016 | 《UNDERWATER》 | 정준일 |
| 2018 | 《ELEPHANT》   | 정준일 |

#### 라이브 앨범
| 년도 | 앨범     | 가수명 |
| ---- | -------- | ------ |
| 2015 | 《Live》 | 정준일 |

#### 리메이크 앨범
| 년도 | 앨범           | 가수명 |
| ---- | -------------- | ------ |
| 2018 | 《정리(整理)》 | 정준일 |

### 참여 앨범
| 년도 | 곡명                                                                      | 수록 앨범                                                  | 가수명         | 참여 분류              | 비고                                                      |
| ---- | ------------------------------------------------------------------------- | ---------------------------------------------------------- | -------------- | ---------------------- | --------------------------------------------------------- |
| 2008 | 〈도레미파솔라시도〉, 〈기다리는 시간〉, 〈햇살 가득히〉, 〈용가리 Song〉 | 《도레미파솔라시도》OST                                    | 정준일         | 보컬                   | 보컬 : 정준일                                             |
| 2008 | 〈예뻐요〉                                                                | 《SweeticS》                                               | 스윗소로우     | 편곡                   | 편곡 : 정준일, 스윗소로우, 정재일                         |
| 2010 | 〈Special Day〉                                                           | 《6th Part 2 `Candy Train`》                               | 린             | 작곡                   | 작곡 : 정준일                                             |
| 2011 | 〈난 좋아〉                                                               | 옴니버스《cafe : night & day》                             | 정준일         | 작사, 작곡, 편곡, 보컬 | 작사, 작곡, 편곡, 보컬 : 정준일                           |
| 2011 | 〈말꼬리〉                                                                | 《2011 月刊 尹鍾信 June》                                  | 정준일         | 보컬                   | 작사, 작곡 : 윤종신 편곡 : 윤종신, 조정치                 |
| 2012 | 〈사랑하지 않아〉                                                         | 《나무가 되는 꿈》                                         | 박지윤         | 작사, 작곡, 편곡       | 작사, 작곡, 편곡 : 정준일                                 |
| 2012 | 〈좋겠다 (Feat. 오지은, 정준일, Peppertones)〉                            | 《VIVA》                                                   | 스윗소로우     | 작곡, 보컬             | 작곡 : 정준일                                             |
| 2012 | 〈연인들 (Duet. 정준일)〉                                                 | 《9Stories》                                               | 나인           | 보컬                   | 보컬 : 정준일                                             |
| 2013 | 〈별〉                                                                    | 《Op.01》                                                  | 권영찬         | 작사                   | 작사 : 정준일                                             |
| 2013 | 〈겨울이 오면 (Feat. 정준일)〉                                            | 《유작》                                                   | 조정치         | 보컬                   | 보컬 : 정준일                                             |
| 2013 | 〈잘 알지도 못하면서〉                                                    | 《A Voice》                                                | 김예림         | 작사, 작곡, 편곡       | 작사, 작곡 : 정준일 편곡 : 정준일, 권영찬                 |
| 2014 | 〈좀 멈춰라 사랑아〉                                                      | 《8》                                                      | 이소라         | 작곡                   | 작곡 : 정준일                                             |
| 2014 | 〈고마워요 나의 그대여〉                                                  | 《HOME》                                                   | 린             | 작곡, 편곡             | 작곡 : 정준일 편곡 : 정준일, 권영찬                       |
| 2014 | 〈오늘 하루도〉                                                           | 《HOME》                                                   | 린             | 작사, 작곡, 편곡       | 작사, 작곡 : 정준일 편곡 : 정준일, 권영찬                 |
| 2014 | 〈고요〉                                                                  | 《2014 월간 윤종신 10월호》                                | 정준일         | 보컬                   | 작사 : 윤종신 작곡 : 윤종신, 이근호 편곡 : 박인영, 이근호 |
| 2014 | 〈미안해〉                                                                | 《마녀의 연애》OST                                         | 정준일         | 작사, 작곡, 보컬       | 작사, 작곡, 보컬 : 정준일                                 |
| 2014 | 〈어떤 그리움 (원곡 : 이은미)〉                                           | 《100초戰 Part 1》                                         | 정준일         | 보컬                   | 보컬 : 정준일                                             |
| 2015 | 〈짝사랑〉                                                                | 《임인건 'All that Jeju'》                                 | 정준일         | 작사, 보컬             | 작사 : 정준일, 임인건                                     |
| 2015 | 〈Where is Love (Feat. 정준일)〉                                          | 《Where is Love》                                          | 노리플라이     | 작사, 보컬             | 작사 : 정준일, 노리플라이                                 |
| 2015 | 〈좋은날〉                                                                | 《두번째 스무살》OST                                       | 정준일         | 작사, 작곡, 보컬       | 작사, 작곡, 보컬 : 정준일                                 |
| 2015 | 〈좋은사람 (Remember Me)〉                                                | 《다시, 가을이 오면 - The 2nd Mini Album》                 | 규현           | 작사, 작곡             | 작사, 작곡 : 정준일                                       |
| 2015 | 〈해, 달, 별 그리고 우리 (With 김고은)〉                                  | 《I am...&I am》                                           | 신승훈         | 작사, 작곡             | 작사, 작곡 : 정준일                                       |
| 2017 | 〈첫눈〉                                                                  | 《도깨비》OST                                              | 정준일         | 작사, 보컬             | 작사, 보컬 : 정준일                                       |
| 2017 | 〈IF〉                                                                    | 《당신이 잠든 사이에》OST                                  | 정준일         | 작사, 작곡, 보컬       | 작사, 작곡, 보컬 : 정준일                                 |
| 2017 | 〈눈꽃 (Snow Flower)〉                                                    | 《MOVE-ing _ The 2nd Album(Repackage)》                    | 태민           | 작사, 작곡             | 작사, 작곡 : 정준일                                       |
| 2018 | 〈닮아가〉                                                                | 《여우각시별》OST                                          | 정준일         | 작사, 보컬             | 작사, 보컬 : 정준일                                       |
| 2019 | 〈안아줘 (원곡 : 정준일)〉                                                | 《유희열의 스케치북 10주년 프로젝트 : 여덟 번째 목소리》   | 거미           | 작사, 작곡             | 작사, 작곡 : 정준일 편곡 : 정동환                         |
| 2019 | 〈좋아〉                                                                  | 《런닝맨 팬미팅 런닝구 프로젝트》                          | 런닝맨         | 작사, 작곡             | 작곡 : 정준일 작사 : 정준일, 런닝맨 편곡 : 권영찬         |
| 2019 | 〈우리 시작해도 괜찮을까요〉                                              | 《피버뮤직 2019》                                          | 정준일, 권진아 | 작사, 작곡, 보컬       | 작곡 : 정준일 작사, 보컬 : 정준일, 권진아 편곡 : 강화성   |
| 2019 | 〈잊지 말아요 (원곡 : 백지영)〉                                           | 《유희열의 스케치북 10주년 프로젝트 : 열일곱 번째 목소리》 | 정준일         | 보컬                   | 편곡 : 강화성                                             |
| 2019 | 〈...사랑했잖아... (원곡 : 린)〉                                          | 《유희열의 스케치북 10주년 프로젝트 : 열일곱 번째 목소리》 | 정준일         | 보컬, 편곡             | 편곡 : 정준일, 정연                                       |
| 2020 | 〈너라고 생각해〉                                                         | 《반의반》OST                                              | 정준일         | 작사, 보컬             | 작사, 보컬 : 정준일                                       |
| 2021 | 〈잘 했어요〉                                                             | 《2021 월간 윤종신 Repair 1월호》                          | 정준일         | 보컬                   | 작사 : 윤종신 작곡 : 하림 편곡 : 강화성                   |

### 라디오 프로그램 (로고송)
| 년도 | 곡명                                                  | 라디오 프로그램                  | 가수명 | 비고                            |
| ---- | ----------------------------------------------------- | -------------------------------- | ------ | ------------------------------- |
| 2009 | 〈로고송〉                                            | 라디오《이지연의 야인시대》      | 메이트 | 작사, 작곡, 편곡, 보컬 : 정준일 |
| 2009 | 〈로고송〉                                            | 라디오《푸른밤 문지애입니다》    | 메이트 | 작사, 작곡, 편곡, 보컬 : 정준일 |
| 2010 | 〈메라플 ALRIGHT〉,〈메라플 긴 시간〉,〈메라플 안녕〉 | 라디오《메이트의 라디오 플래닛》 | 메이트 | 작곡, 편곡 : 정준일             |
| 2010 | 〈로고송〉                                            | 라디오《행복한 아침》            | 메이트 | 작사, 작곡, 편곡 : 정준일       |

## 관련 영상

### 뮤직 비디오
- 2013년 정준일 - 새겨울
- 2014년 정준일 - 고백
- 2015년 정준일 - 너에게
- 2016년 정준일 - PLASTIC (feat.비와이)
- 2016년 정준일 - IAN
- 2016년 정준일 - USELESS
- 2017년 정준일 - 바램
- 2018년 정준일 - Say Yes
- 2019년 정준일 - 그래 아니까

### 뮤직 비디오 [참여]
- 2011년 윤종신 - 말꼬리 (Feat.정준일)
- 2013년 조정치 - 겨울이 오면 (Feat. 정준일)
- 2014년 윤종신 - 고요 (Feat. 정준일)
- 2015년 《두번째 스무살 OST》정준일 - 좋은날
- 2017년

《도깨비 OST》정준일 - 첫눈
《당신이 잠든 사이에 OST》정준일 - IF
- 2018년

《여우각시별 OST》정준일 - 닮아가
- 2020년

《반의반 OST》정준일 - 너라고 생각해

### 라이브
- 2015년 정준일 - 너에게 (유희열의 스케치북)
- 2016년 정준일 - 안아줘 (사랑 콘서트 ver.)
- 2017년

정준일 - 첫눈 (1theK 스페셜클립)
정준일 - 안아줘 (세로 라이브)
정준일 - 바램 (세로 라이브)
- 2018년 정준일 - Say yes (세로 라이브)
- 2019년 정준일 - 그래 아니까 (유희열의 스케치북)

### TV 및 영화
- 2005년 KBS1 드라마시티 다함께 차차차 해준역
- 2010년 로맨틱 무브먼트, 서울 락커(Episode 2)역
- 2011년 플레이 준일역

## 같이 보기
- 메이트